# Kirants (monastère)
Le monastère de Kirants, Kerants ou Kiranats (en arménien Կիրանց Վանք) est un monastère arménien situé dans le marz de Tavush, à proximité de la communauté de Kirants, près de la frontière azerbaïdjanaise. Il date essentiellement des XIIIe et XIVe siècles et été fondé par des Arméniens chalcédoniens.
Kirants se compose d'une église principale à tambour, de deux églises mononefs et de divers autres bâtiments bâtis en briques cuites rougeâtres assemblées avec un épais mortier blanchâtre, et décorés pour certains d'entre eux de carreaux octogonaux de ton crème ou vert.
Son accès difficile dans une petite vallée boisée en fait un lieu peu visité.

## Situation géographique
Pour des articles plus généraux, voir Tavush et Gougark.
Le monastère de Kirants est situé dans un environnement forestier, au nord-est du haut-plateau arménien et sur la bordure extérieure du Petit Caucase. Il se dresse dans la vallée de la rivière Khndzorkut (ou Joghas, ou Kirants), plus précisément sur la rive gauche de cette vallée qui abrite également les monastères des Saints-Apôtres et de Deghdznuti.
L'établissement s'élève sur le territoire de la communauté urbaine de Kirants (la localité même est à une dizaine de kilomètres) et non loin de celle d'Acharkut, dans le marz de Tavush, au nord-est de l'Arménie. Il est particulièrement difficile d'accès.
Historiquement, Kirants est situé dans la province de Gougark, une des quinze provinces de l'Arménie historique selon le géographe du VIIe siècle Anania de Shirak.

## Histoire
Pour un article plus général, voir Arménie zakaride.

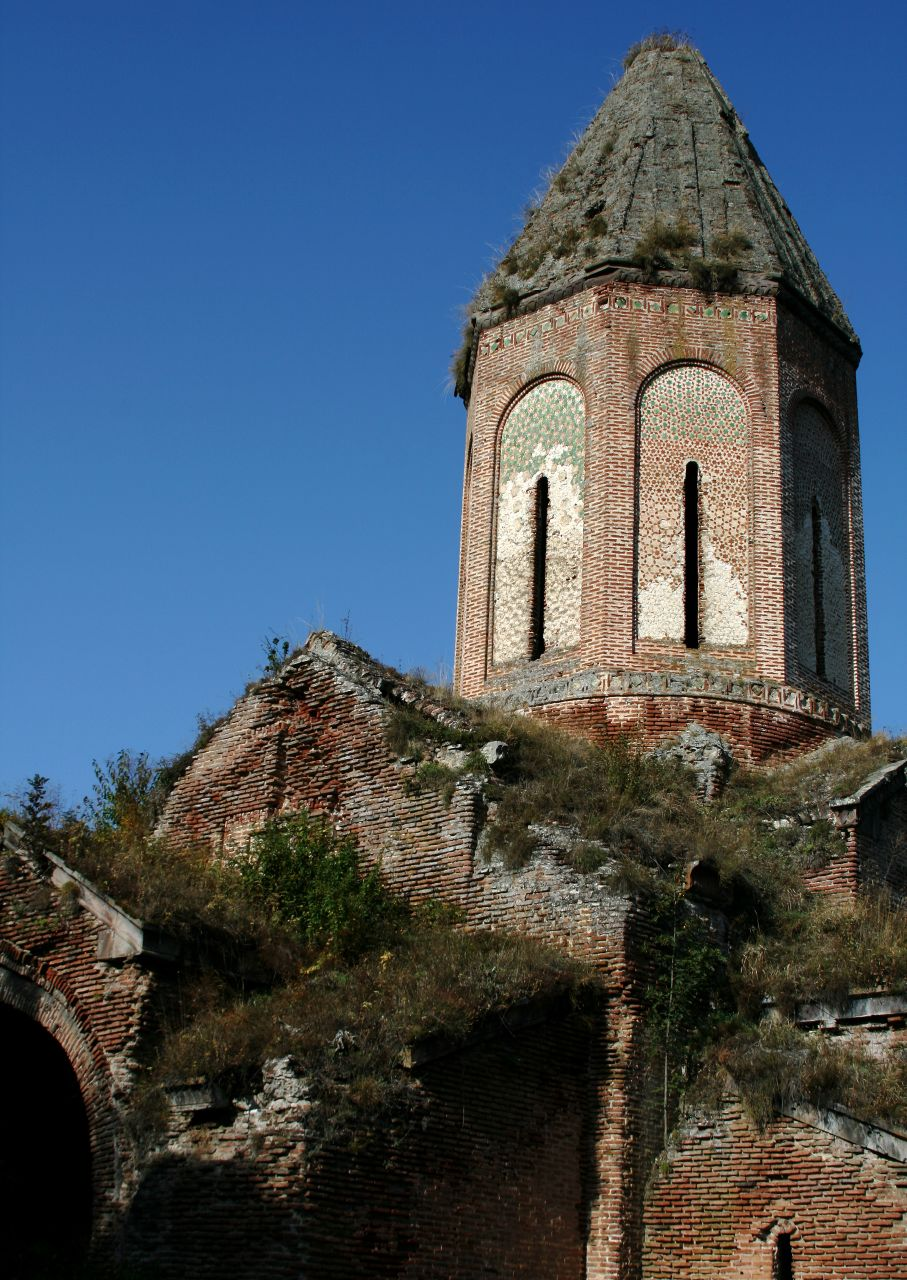
Tambour de l'église principale, depuis le sud-ouest.

L'histoire de ce monastère est largement méconnue. Il a été fondé au XIIIe ou au XIVe siècle, à l'époque zakaride, par des Arméniens chalcédoniens, comme semble l'indiquer l'influence géorgienne.
Aujourd'hui, son accès particulièrement difficile fait qu'il reçoit très peu de visiteurs.

## Bâtiments
Pour un article plus général, voir Architecture arménienne.
Le monastère est relativement unique en son genre, étant principalement construit en briques cuites rougeâtres assemblées avec un épais mortier blanchâtre, et décoré de carreaux octogonaux de ton crème ou vert ; ces derniers dénotent probablement une influence iranienne.
Relativement bien préservée, l'église principale est une église cruciforme cloisonnée à quatre pièces d'angles formant un rectangle de 11,04 x 10,5 m. Sa coupole est soutenue par quatre arcs et est surmontée d'un tambour octogonal élancé et coiffé d'un dôme octogonal. Ce tambour est décoré d'une arcature et percé de fenêtres étroites. L'intérieur est orné de fresques (notamment une représentation de l'Ascension et une hodigitria ou Vierge au trône) d'influence géorgienne, aujourd'hui endommagées par des graffitis.
Deux autres églises lui sont jointes au sud et à l'ouest ; toutes deux sont des nefs voûtées à toit en appentis.
Le site est complété par deux petits gavits adjacents et un réfectoire voûté et partiellement ruiné 10 m à l'ouest (17,1 x 9,5 m), ainsi que des ruines des bâtiments de service, des quartiers d'habitation et des remparts aux portes voûtées.